# História do Fortaleza Esporte Clube
Fortaleza Esporte Clube é um clube poliesportivo que está sediado na cidade de Fortaleza, no Nordeste do Brasil. Foi fundado em 18 de outubro de 1918, por Alcides Santos, um dos maiores esportistas cearenses, que se apaixonou pelo futebol durante o período em que estudou no College Stella, na Suíça.

## Origens

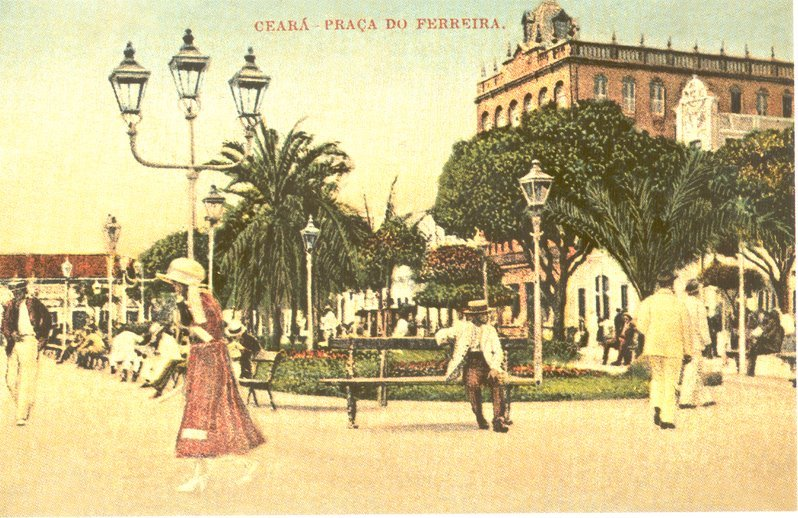
Na Fortaleza da Bella Époque, ao fundo da foto o Edifício Majestic Palace, onde o clube tinha uma sala onde era sua sede na década de 1920

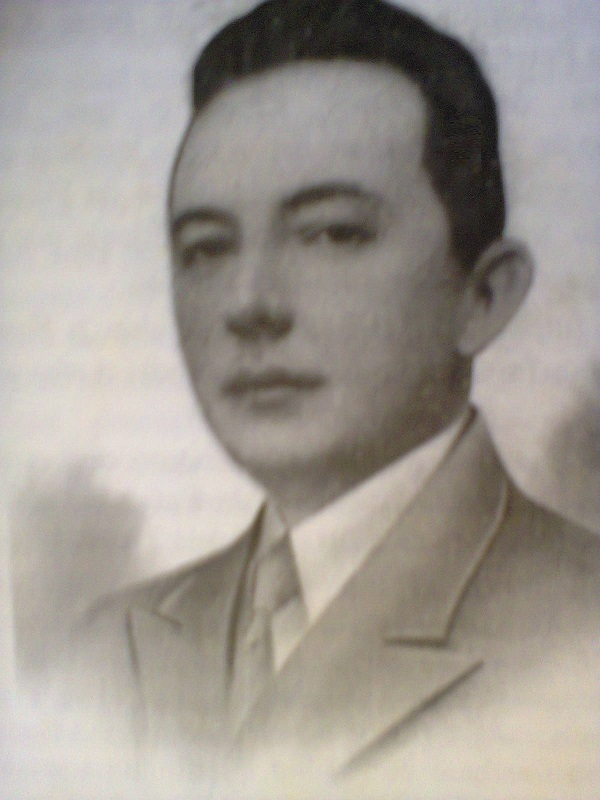
Alcides Santos, um dos fundadores do Fortaleza

Em 1912, o futebol volta a ser praticado em larga escala na Fortaleza da Belle Époque, onde tinha a França como ponto de partida para seu processo de civilização e maior inspiradora dos valores e padrões que se difundiram na cidade, onde os filhos da aristocracia realizavam seus estudos, na sua volta da França em 1912, o jovem Alcides Santos funda um clube chamado Fortaleza, que logo seria extinto, seis anos depois, no dia 18 de outubro de 1918, funda o Fortaleza Sporting Club (primeira denominação do clube) na rua Barão do Rio Branco. Participaram da primeira reunião: Alcides Santos (primeiro presidente), Clóvis Gaspar, Clóvis Moura, Humberto Ribeiro, Jayme Albuquerque, João Gentil, Oscar Loureiro, Pedro Riquet, Walter Olsen, Walter Barroso e entre outros tendo as cores do clube: o azul, branco e vermelho originado da bandeira da França.
Em seu primeiro ano de vida, o Fortaleza sagra-se campeão de um dos torneios realizados pela extinta Liga Metropolitana Cearense.

## Década de 1910: O começo em 1918
No ano 1904 é marcado pelo início do futebol cearense com a realização da primeira partida ocorrida no Passeio Público. Na segunda metade da década, o esporte era bastante praticado nas escolas locais, com o título de "campeão" local era sempre disputado principalmente pela equipe do Liceu e da equipe do Castelo Football Club disputando a hegemonia até 1911. Em 1912, surge o Fortaleza Foot-Ball Club tendo como um dos fundadores Alcides Santos e o Rio Negro fundado por Aloísio Mamede campeão de 1912 a 1914, sendo o primeiro campeão no Estádio do Prado em 1913 que viria a ser de propriedade do Fortaleza, palco dos estaduais de 1913 a 1941, na década de 20 surge outro estádio na capital: o do Alagadiço, inaugurado em 1923 situado ao lado da igreja do São Gerado, na avenida Bezerra de Menezes; em 1915 surge o Stella Foot-Ball Club também fundando por Alcides Santos e que três anos mais tarde fundaria o Fortaleza Sporting Club, em 18 de outubro de 1918 com as cores da bandeira da França: o azul, que simboliza o ideal, a nobreza; o branco do respeito e o vermelho que representa a luta e o povo. Manter as cores tricolores significou um selo de distinção social do clube, visto que muitos times do futebol brasileiros mudaram de cores, pela dificuldades em se obter tecidos e pelo risco dos uniformes desbotarem sendo o único clube do futebol cearense fundando na década de 10 que se mantém em atividade que não mudou de cores. Em seu primeiro ano de atividade, logo conquista o campeonato em 1919 promovido pela Liga Metropolitana.

## Década de 1920: A soberania em 7 títulos e a maior goleada em Clássico-Rei

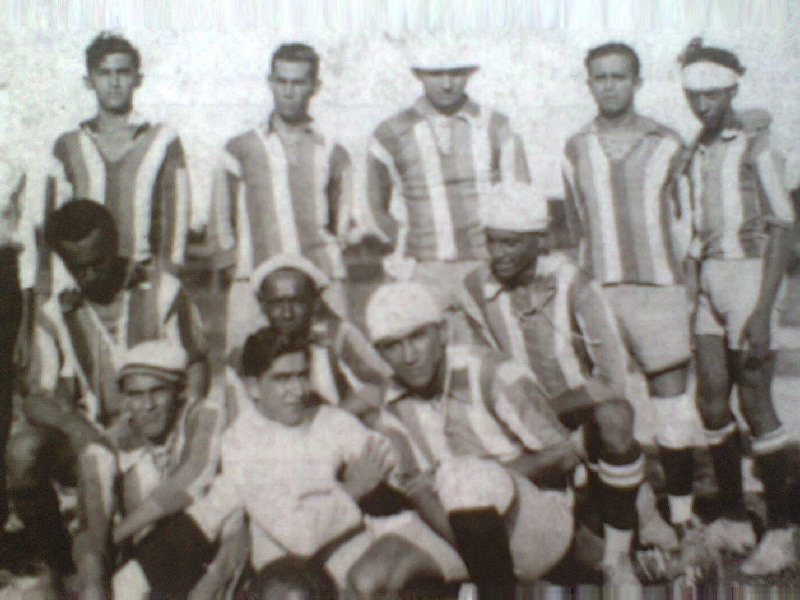
Time campeão de 1927

Com aproximadamente oitenta mil habitantes, a Fortaleza dos anos 1920 era uma cidade em expansão, surgia no campo do Prado, a Associação Desportiva Cearense, homens e mulheres da sociedade cearense assistiam ao surgimento de uma nova potência no foot-ball local: um time com as cores inspiradas na bandeira da França, que venceria o também tricolor Guarany na final do Campeonato Cearense de 1920. Nascia a denominação Tricolor de Aço, o aço por ser a mais importante liga metálica na época, mais tarde seria para diferenciar entre Fortaleza (Tricolor de Aço) e Ferroviário (Tricolor de Ferro).
Em 1921, vários clubes importaram muitos jogadores, três abandonaram o certame: América-CE, Bangu, e o lanterna do ano anterior, Ceará; o Fortaleza aposta na prata da casa e vence novamente o Guarany e conquista o Bicampeonato. A perda do tricampeonato em 1922 representaria o início da rivalidade entre Fortaleza x Ceará, no ano seguinte a terceira conquista, em 1924, conquista o bicampeonato com folga, oito vitórias em oito jogos, 30 gols marcados e 11 sofridos, no último jogo, goleada no Ceará por seis gols. A sede do clube é situada numa sala do Edifício Majestic Palace.
O campeonato equilibrado de 1926 é decidido após um jogo extra. Em 1927, o torneio é realizado no Stadium Sport Cearense, construído no local onde ficava o Campo do Prado no qual a população se referia a tal praça esportiva. Em 1928, veio o tricampeonato invicto com sete vitórias em sete jogos. Pelo Campeonato Cearense de 1927, acontece a maior goleada no Clássico-Rei, o Fortaleza impôs 8–0 ao Ceará; gols de Hildebrando (3), Pirão (2), Xixico, Humberto e Juracy. Em 1928, o clube conquista o seu primeiro Tricampeonato após vencer o Maguari-CE e conforme o estatuto da ADC por ser a primeira equipe a conquistar por três anos consecutivos, conquista o direito de ter o troféu em definitivo. No ano seguinte quando liderava o segundo turno e partia para o inédito tetracampeonato, abandona a disputa no dia 6 de agosto, licenciando seu departamento de futebol, motivado por divergências com a mentora do futebol cearense sobre julgamento de protestos. Na época, alguns jogadores transferiram-se para o Orion que, com a base do Tricolor, torna-se campeão no ano seguinte.

## Década de 1930: O retorno ao estadual e o tabu dos 7 anos

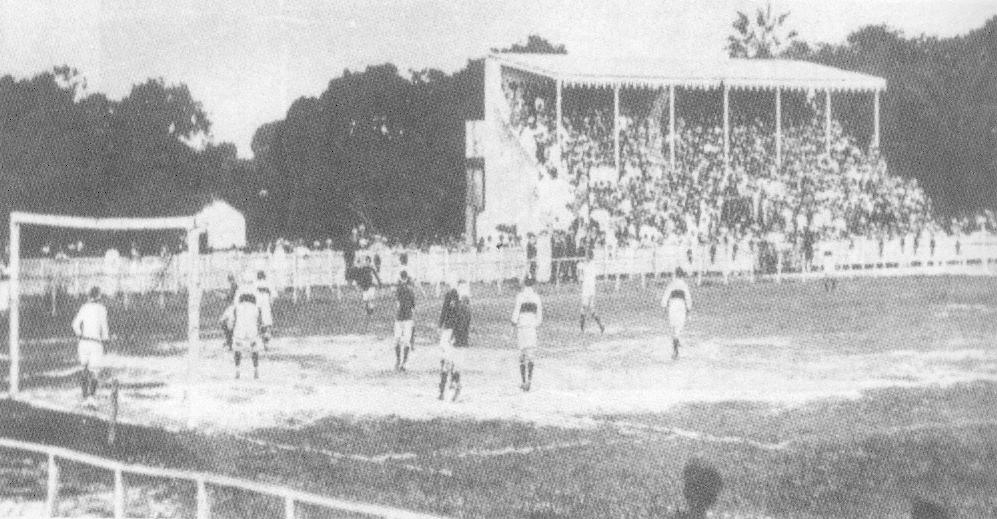
Campo do Prado, palco do Tabu dos 7 anos na década de 1930

Em 1932, o clube retorna ao campeonato cearense, ficando em 3.º lugar com um time de garotos e com sede no subúrbio. Em 1933, inicia a cobrança de ingressos para os jogos do campeonato e volta a ser campeão perdendo apenas uma partida. No ano de 1934, três clubes abandonaram o torneio após serem derrotados pelo Tricolor: Liceu (4–2), Gentilândia (6–2) e Ceará (5–0); na final, o time tricolor derrota o poderoso América e seu "ataque de 100 gols", sendo campeão invicto.
Em 1937, conquista mais um título invicto. No torneio seguinte, no jogo contra o Iracema marca um recorde que perdura: o atleta Alemão marca oito gols, dos quais seis de cabeça. Jornais da época afirmaram que o juiz ainda anulou três deles, sendo esse jogo, a partida com maior número de gol do Campo do Prado.
Durante os anos de 1932, a 1939, o Fortaleza, passou sem perder para o maior rival, fato publicado várias vezes nos jornais da cidade: O Estado (Ceará), O Unitário, Correio do Ceará e Jornal O Povo. O Jornal O Povo cita uma manchete da época: "Não há Favorito para o Jogo de Amanhã - Foi em 1932 a ultima Vitoria do Ceará contra o Fortaleza." Na manhã do dia 22 de maio de 1939, a manchete do jornal: "Ceará - 3 x 0 - Depois de sete Anos, foi abatido o <<Fortaleza>>."

## Década de 1940: DeSporting ClubaEsporte Clubee a conquista do primeiro regional
Com o apogeu do Estado Novo na década de 1940, o Nacionalismo está cada vez mais presente entre os brasileiros, o Estado Novo promovia grandes manifestações patrióticas, cívicas e nacionalistas eram incentivados, o então Presidente da República, Getúlio Vargas assina o Decreto-Lei n.º. 3.199 de 14 de abril de 1941 no qual padroniza o nome da Confederações, Federações e Clubes, fato que fez a então Associação dos Desportos do Ceará (ADC) mudar de nome para Federação Cearense de Desportos (FCD) e o Fortaleza Sporting Club respeitando o Art. 45 do decreto-Lei que cita: Será constituída, pelo Ministro da Educação e Saúde, uma comissão de especialistas que estude e organize um plano de nacionalização e uniformização das expressões usadas nos desportos. Nacionaliza o Sporting Club para Esporte Clube.
Em 1946, a Federação Norte-Riograndense de Futebol promove a Copa Cidade de Natal, convidando os campeões estaduais da Região daquele ano, que pela distância de suas sedes para Natal alguns clubes desistiram, tendo todos jogos realizados no Estádio Juvenal Lamartine. No dia 14 de julho, a estreia frente ao América-PE, vitória por 5–3, após a vitória a manchete do Correio do Ceará dizia: "Verdadeiros ídolos da torcida de Natal os cracks do Fortaleza". Depois de alguns adiamentos em 21 de maio de 1947, é realizada a final do torneio com vitória do Tricolor por 3–1, frente ao América de Natal, com gols de Jombrega (duas vezes) e Piolho, descontando Nonato para a equipe potiguar. A formação do "esquadrão atômico", expressão utilizada pela imprensa local para chamar o campeão foi: Juju; Stênio e Natal; Jorge, Arrupiado e Torres (Zé Sérgio); Carlinhos, Pipiu, França, Jombrega e Piolho.

## Década de 1950: A construção do novo estádio
3.766783° S 38.572786° O
Em 1951, a Prefeitura Municipal de Fortaleza decide reformar o Estádio Presidente Vargas, renasce a ideia na diretoria tricolor, da necessidade de ter de volta um Estádio particular, já que teve como estádio próprio durante os anos: o Campo do Alagadiço na década de 1920 e o Estádio do Campo da Praça das Pelotas (atual Praça Clóvis Beviláqua) durante a década de 1930.
O clube ganha os campeonatos de 1953 e 1954. No ano de 1957 o clube adquire da Senhora Hedwing, os terrenos no Bairro do Pici, que durante a Segunda Guerra Mundial era Base militar dos americanos em Fortaleza, chamado de Post Command (Posto de Comando), por isso a denominação Pici, transfere a sede do Clube da Gentilândia para o novo Bairro. Passando a denominar de Leão do Pici, referência ao bairro onde está localizado o Parque dos Campeonatos.
Começa a construção do Estádio Alcides Santos, conquista os campeonatos de 1959 e 1960, inaugura em junho de 1962 o seu estádio, vencendo o Usina Ceará, sendo o primeiro gol do Estádio, de Cleto para o Usina Ceará.

## Década de 1960: A conquista nacional bate na trave com os vice-campeonatos em 1960 e 1968, a polêmica da Libertadores e várias conquistas estaduais e regionais
O Fortaleza disputa à primeira, de suas vinte participações da Série A do Campeonato Brasileiro em 1960 (na época a competição se chamava Taça Brasil), sendo vice-campeão brasileiro em 1960 e em 1968. A Taça do Brasil foi uma competição disputada entre os campeões estaduais, que dividia os clubes participantes em outros sub-campeonatos como: Taça Brasil Zona Norte, Zona Nordeste, Zona Central, Zona Sudeste, etc.
Em 1960, a Taça Brasil foi dividida em três fases, todas em sistema eliminatório ("mata-mata"). Na primeira fase, os clubes foram divididos em quatro grupos, Grupo Nordeste, Grupo Norte (grupo em que o Fortaleza foi inscrito), Grupo Leste e Grupo Sul. Na segunda fase, os vencedores dos grupos Nordeste e Norte disputaram o título de campeão da Zona Norte e os dos grupos Leste e Sul o da Zona Sul. A fase final foi disputada entre os campeões das Zonas Sul e Norte e os representantes dos estados de São Paulo e Pernambuco, inscritos diretamente nesta fase. Em sua campanha no Grupo Norte, o Fortaleza eliminou o ABC nas semifinais e o Moto Club na final, se sagrando campeão do Grupo Norte, o que o levou a disputa do título da Zona Norte de 1960 contra o Bahia, campeão do Grupo Nordeste e atual campeão brasileiro, o Fortaleza venceu o tricolor baiano e ganhou o direito de disputar a fase final da competição. A Fase Final foi disputada em semifinais e final, o Fortaleza eliminou o Santa Cruz nas semifinais, mas perdeu as finais do Campeonato Brasileiro para o Palmeiras. O time base era: Pedrinho; Mesquita e Sanatiel; Toinho, Sapenha e Ninoso; Benedito, Walter Vieira, Moésio Gomes, Charuto e Bececê (artilheiro da competição).
No ano de 1968 a Taça Brasil foi dividida em duas fases. Os atuais campeão e vice de 1967 e os representantes dos estados da Guanabara e São Paulo já estavam garantidos na fase final. Os demais representantes estaduais deveriam passar pela primeira fase, dividida em três zonas: Zona Norte (onde o Fortaleza iniciou a competição) Centro e Sul, cada qual com um regulamento próprio, classificando o campeão de cada zona para a fase final. Na decisão da Zona Norte o Fortaleza enfrentou novamente o Bahia e venceu, conquistando o Grupo/Zona Norte da Taça Brasil pela segunda vez. Na fase final o Fortaleza deveria enfrentar o Palmeiras. Porém, Palmeiras e Santos resolveram abandonar a Taça Brasil. A dor-de-cabeça de um calendário atropelado, e a indefinição sobre a participação de brasileiros na Taça Libertadores da América de 1969 foram decisivas, e os clubes comunicaram sua decisão, conforme notícia do Jornal dos Sports de 15 de fevereiro de 1969: "Santos e Palmeiras retiraram-se da Taça Brasil e, em consequência, o Fortaleza fica automaticamente classificado para as finais, pois seria o adversário do Palmeiras e depois quem vencesse jogaria com o Santos.". Para evitar que o Fortaleza fosse diretamente para a final, a CBD alterou a tabela, mudando o Náutico de chave. Não se sabe se Palmeiras e Santos foram considerados derrotados por W.O. nos confrontos contra o Fortaleza ou se sua participação foi desconsiderada do certame. A fase final prosseguiu com o Fortaleza eliminando o Náutico nas semifinais. Nas finais o Fortaleza empatou o primeiro jogo em 2–2 no Estádio Presidente Vargas contra o Botafogo de Jairzinho, Paulo César Caju e Roberto Miranda, tricampeões mundiais com a seleção brasileira em 1970, mas perde o jogo decisivo no Maracanã por 4–0.
Nesta mesma década o Fortaleza ainda foi campeão do Grupo Norte da Taça Brasil de 1961, vencendo o Remo por duas vezes pelos placares de 2–0 e 3–1 e de 1966, quando derrotou o Paysandu pelo placar de 3–1 e empatou em 1–1.
O Fortaleza é a única agremiação esportiva de futebol do Estado do Ceará a ter classificado-se a fase internacional de um torneio continental, tal feito foi alcançado através do torneio da Taça Brasil de 1968, um dos principais campeonatos de futebol nacional (junto com o recém criado na época, Roberto Gomes Pedrosa). Originalmente as vagas a Copa Libertadores da América de 1969 seriam entregues aos respectivos campeões (Botafogo) e a seu vice-campeão (Fortaleza). Conforme chegou ao mês de dezembro de 1968 foi visto pela CBD que o torneio não terminaria antes do início da Libertadores de 1969, o mesmo resolveu repassar as vagas na taça continental ao campeão e vice da Taça de Prata do mesmo ano (Santos e Internacional, respectivamente), ainda assim o Brasil não foi representado na Libertadores de 1969, devido a discordância da CBD com as datas do torneio que viriam a prejudicar a seleção brasileira nas Eliminatórias da Copa do Mundo de 1970. Ainda em dezembro de 1968 o presidente do Botafogo em reunião com a CBD consegue o acordo de que na Taça Libertadores de 1970 os representantes brasileiros seriam os justos campeão e vice da Taça Brasil de 1968, porém mais uma vez a CBD entra em desacordo com a Conmebol quanto as datas do torneio, não inscrevendo assim brasileiros no torneio. Contudo, estes acontecimentos não retiram o fato do Fortaleza ter qualificado-se a Taça Libertadores da América, sendo assim o único clube cearense a ter realizado este feito, e um dos únicos nordestinos também, junto a: Bahia (três vezes: 1960, 1964 e 1989); Sport (duas vezes: 1988 e 2009); e Náutico (uma vez: 1968).

## Década de 1970: A conquista do Norte–Nordeste, o primeiro campeão do Castelão e a maior invencibilidade em estadual e na Série A do Brasileiro

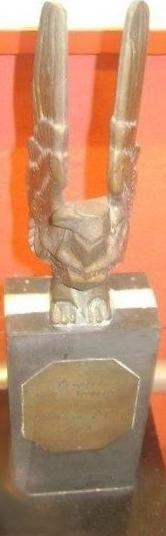
Troféu de campeão do Torneio Norte–Nordeste de 1970.

O primeiro título do Fortaleza na década de 1970 é a conquista do Torneio Norte–Nordeste. A equipe na primeira fase classifica-se em primeiro lugar do Grupo 1, com 10 pontos ganhos, com 4 vitória, 2 empate e 1 derrota. Na Segunda fase, conquista sete pontos, referente a 3 vitórias, 1 empate e uma derrota, destaque para vitória de 1–0 no único Clássico-Rei que aconteceu na competição de 1970 realizado no dia 29 de novembro de 1970, mesmo perdendo a última partida do quadrangular final para o Sport em Recife por 2–1, vence o Torneio Norte–Nordeste de 1970 pelo critério de desempate, pois ambos terminaram com o mesmo número de pontos.
Além da conquista do Norte–Nordeste de 1970, o Fortaleza conquista o campeonato estadual extra de 1972 o time base da conquista do estadual era: Lulinha (Cícero), Louro, Biluca, Dimas Filgueiras e Pedro Basílio; Chinezinho (Serginho) e Zé Carlos; Amilton Rocha, Miguel, Leônidas e Nado. No ano seguinte é marcado pela maior invencibilidade do Fortaleza na Série A, foram 12 jogos de invictos no Campeonato Brasileiro de Futebol de 1973; e também a maior invencibilidade tricolor em estadual com 26 jogos invictos no ano de 1978, sendo a segunda maior invicta em 1973 que durou 20 partidas. Já a terceira e quarta marca também aconteceu durante os anos 1970, 17 jogos nos anos de 1972 e 1976.
Após chegar a duas finais do principal campeonato nacional, conquista do regional e vários títulos estaduais, é denominado de o novo grande do futebol nacional, título dado a imprensa do eixo Rio-São Paulo em 1973 e confirmado pela revista placar na inclusão de seu hino entre os 16 maiores do futebol nacional mais posteriormente no mesmo ano conquista o estadual de 1973 para pensamento da imprensa cearense se torna então último campeão do PV, já que estava para ser inaugurado o maior estádio da cidade, em novembro de 1974 o Estádio Governador Plácido Castelo, o Castelão e quem teria a honra de se tornar o primeiro campeão do novo Estádio, o Fortaleza que perde o primeiro turno do estadual, tendo a obrigação de vencer o segundo turno, para forçar a final do Campeonato. No dia 19 de março de 1975, decide o turno contra o Ceará, vencendo teria mais jogos para se definir o Campeão de 1974. Vitória tricolor por 4–0 com gols de Geraldino Saravá três vezes e Amilton Melo, quatro dias após é realizada a primeira partida da final, mais uma vitória tricolor, agora por 1–0 com mais um gol de Geraldino. No dia 26 de março estava marcado a segunda partida da “melhor de três”, nova vitória tricolor com gols de Haroldo e Amilton Melo duas vezes. A equipe conquista o bicampeonato realizando 30 jogos, sendo 23 vitórias, 4 empates e apenas 3 derrotas, marcando 87 gols e sofrendo 22.

## Década de 1980: A Máquina Tricolor de 1982/1983, mais dois títulos em 1985 e 1987 e a participação no Torneio dos Campeões de 1982
A década de 1980 começa para o Fortaleza em branco, no estadual de 1980 não conquista os turnos disputados e não chega a final do Cearense, em 1981, decide apenas o segundo turno. Em 1982, é decidido que o tricolor montaria um time para atropelar os adversários, para isso contrata o goleiro Salvino, do Ferroviário, o zagueiro Chagas (do Vasco da Gama), Zé Eduardo (que atuava na equipe rival), o ponta-direita Geraldinho (do Fluminense), Adílton (do Flamengo), Miltão, Nélson, Assis Paraíba, traz de volta o zagueiro Pedro Basílio, além de outros atletas. O Leão do Pici conquista os dois primeiros turnos do campeonato e o Ferroviário conquista o terceiro. Na final (em melhor de três partidas), empate no primeiro jogo em 1–1 e segundo jogo em 2–2, na terceira partida vitória tricolor por 4–0, gols de Adílton (3) e Roner. Ainda em 1982 o tricolor disputou o Torneio dos Campeões, nessa competição jogou os finalistas de competições nacionais e do Torneio Rio-São Paulo disputados até então, ou seja, os maiores clubes do Brasil na época, o tricolor foi o único clube cearense a participar e um dos poucos da região Nordeste. Foi o segundo melhor nordestino na competição, com duas vitórias, três empates e apenas uma derrota.
No ano seguinte o presidente Ney Rebouças remonta a máquina tricolor, trazendo para o clube Tadeu (do Fluminense), Luisinho das Arábias (do Flamengo), Júlio César Uri Geller (do Flamengo), Wescley (do Botafogo), Edson (do Botafogo) e Marquinhos (do Vasco da Gama) ganha o primeiro turno invicto, mais uma vez passa por cima dos adversários e no último jogo do campeonato vence o Ferroviário por 2–0 com dois gols de Luisinho das Arábias.
Em 1984, termina o estadual na segunda colocação, em 1985 o traz para treinar o seu elenco o ex-jogador do Santos, Pepe e conquista o estadual de número 27. Em 1986, perde o Bicampeonato, no ano seguinte é o clube de melhor campanha no estadual e com o empate em 0–0 no último jogo conquista mais um título cearense. Em 1988, perde a final para o Ferroviário, com gol de Marcelo Veiga.

## Década de 1990: O acesso para a Série A de 1993, e o maior artilheiro de todas as edições do Campeonato Cearense

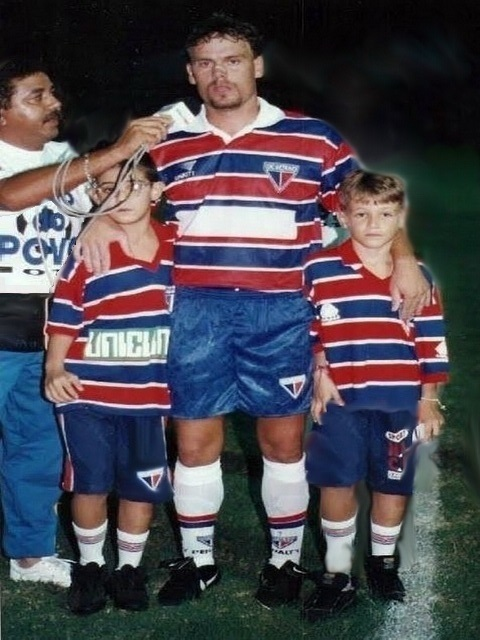
Sandro, artilheiro e ídolo tricolor na década de 1990

O Maior público registrado em Clássico-Rei aconteceu pelo Campeonato Cearense de 1991 no dia 6 de outubro de 1991, o público da partida foi 60 363 pagantes com vitória tricolor pelo placar de 1–0. O Fortaleza após vencer o terceiro turno do estadual e o quarto turno, o tricolor conquista no 15 de dezembro de 1991 o Estadual de número 29.
O Fortaleza conseguiu o acesso a Série A de 1993, após conquistar a sétima colocação da Série B de 1992 na qual, classificava 12 equipes para Primeira Divisão de 1993. O clube conquista 28 pontos em 26 jogos, com 11 vitórias, 6 empates e 9 derrotas, marcando 30 gols e sofrendo 24.
O Fortaleza tem o maior artilheiro da história do Campeonato Cearense, foi Sandro marcando 39 gols pelo estadual de 1997.

## Década de 2000: Os vices-campeonatos da Série B em 2002 e 2004, o campeão da década em estaduais e o maior tabu em jogos oficiais do Clássico-Rei

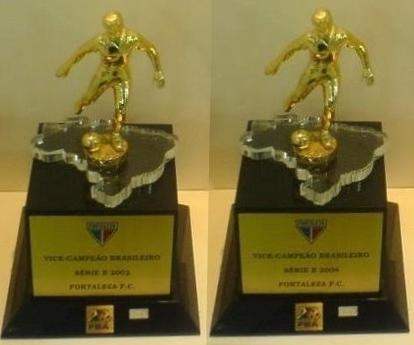
Troféus do vice-campeonato da Série B de 2002 e 2004

O Fortaleza conseguiu o acesso a Série A de 2003, após 31 jogos, conquistando 59 pontos, sendo 18 vitórias, 5 empates e 8 derrotas, marcando 61 gols e sofrendo 31 gols.
Os jogos finais da Série B de 2002 foram:
Fortaleza 2–0 Criciúma - 30 de novembro - Estádio Castelão
Criciúma 4–1 Fortaleza - 7 de dezembro - Estádio Heriberto Hülse
Na Série B de 2004, o Fortaleza conquistou 55 pontos em 35 jogos sendo 15 vitórias, 10 empates e 10 derrotas, 55 gols prós e 30 contra. O tricolor do Pici garantiu o acesso para disputa da Série A do Campeonato Brasileiro, na época o técnico do Fortaleza era o Zetti tetracampeão mundial com a Seleção Brasileira. Na primeira fase o time tricolor ficou em 5.º lugar. A campanha foi de 11 vitórias, seis empates e seis derrotas. Classificado entre os oito primeiros, o Leão caiu no grupo A da segunda fase. O avanço em um grupo formado por Brasiliense, Ituano e Santa Cruz veio com a diferença de saldo de gols, depois de três times empatarem com oito pontos ganhos. O tricolor do Pici conseguiu se levantar na disputa após uma vitória diante do Ituano, fora de casa e avançou para o último quadrangular com Brasiliense, Avaí e Bahia. Na reta final, o Brasiliense conquistou a subida de forma antecipada. Na última rodada, o Fortaleza precisava vencer por dois gols de diferença o Avaí, além de ter que torcer por uma vitória do Brasiliense em cima do Bahia, em Salvador. Final do jogo no Castelão marcava Fortaleza 2–0 Avaí, e com a vitória do Brasiliense o tricolor terminou o quadrangular na segunda colocação e celebrou o acesso à Primeira Divisão do futebol nacional.
No que se refere ao Campeonato Cearense, a década de 2000 começa com o maior tabu em jogos oficiais estabelecido na história dos Clássicos-Reis, que durou de 17 de julho de 1999 a 8 de julho de 2001, com 12 vitórias e quatro empates, em 16 partidas:
| OS JOGOS DO TABU        | OS JOGOS DO TABU    | OS JOGOS DO TABU  | OS JOGOS DO TABU |
| Data                    | Placar              | Competição        |                  |
| ----------------------- | ------------------- | ----------------- | ---------------- |
| 17 de julho de 1999     | Fortaleza 7–2 Ceará | Estadual de 1999  |                  |
| 27 de fevereiro de 2000 | Fortaleza 4–0 Ceará | Estadual de 2000  |                  |
| 2 de abril de 2000      | Fortaleza 1–0 Ceará | Estadual de 2000  |                  |
| 30 de abril de 2000     | Fortaleza 3–0 Ceará | Estadual de 2000  |                  |
| 7 de maio de 2000       | Fortaleza 2–1 Ceará | Estadual de 2000  |                  |
| 11 de junho de 2000     | Fortaleza 2–1 Ceará | Estadual de 2000  |                  |
| 27 de junho de 2000     | Fortaleza 1–1 Ceará | Estadual de 2000  |                  |
| 16 de julho de 2000     | Fortaleza 1–1 Ceará | Estadual de 2000  |                  |
| 27 de setembro de 2000  | Fortaleza 3–1 Ceará | Série B de 2000   |                  |
| 21 de fevereiro de 2001 | Fortaleza 2–1 Ceará | Nordestão de 2001 |                  |
| 28 de março de 2001     | Fortaleza 1–1 Ceará | Estadual de 2001  |                  |
| 13 de maio de 2001      | Fortaleza 2–2 Ceará | Estadual de 2001  |                  |
| 20 de maio de 2001      | Fortaleza 4–3 Ceará | Estadual de 2001  |                  |
| 10 de junho de 2001     | Fortaleza 1–0 Ceará | Estadual de 2001  |                  |
| 5 de julho de 2001      | Fortaleza 0–0 Ceará | Estadual de 2001  |                  |
| 8 de julho de 2001      | Fortaleza 3–1 Ceará | Estadual de 2001  |                  |

Entre os anos de 2000 a 2010, o Fortaleza esteve presente em todas as finais do campeonato estadual, conquistando os estaduais nas respectivas decisões:
- 16 de julho de 2000 - Fortaleza 1–1 Ceará - Estádio do Junco
- 8 de julho de 2001 - Fortaleza 3–1 Ceará - Estádio Presidente Vargas
- 23 de março de 2003 - Fortaleza 2–1 Ferroviário - Estádio Castelão
- 15 de dezembro e 19 de dezembro de 2004 - Fortaleza W x O Ceará[14] - Estádio Castelão
- 17 de abril de 2005 - Fortaleza 2–0 Icasa - Estádio Castelão
- 6 de maio de 2007 - Fortaleza 1–0 Icasa - Estádio Castelão
- 4 de maio de 2008 - Fortaleza 4–2 Icasa - Estádio Castelão
- 3 de maio de 2009 - Fortaleza 1–1 Ceará - Estádio Castelão
- 2 de maio de 2010 - Fortaleza 1–2 - (Pênaltis: 3–1) Ceará[15] - Estádio Castelão

### O campeonato de 2002
Além dos oito títulos conquistados na década, o tricolor pode conquistar o campeonato de 2002, passando a ter nove títulos na década. Entenda a situação sobre o Campeonato Cearense de 2002, disputado em três turnos, o Fortaleza conquistou o primeiro turno e o Ceará o 2.º e 3.º turno.
Em março de 2002, o Ceará contrata o costarriquenho David Madrigal. No dia 16 de julho, o Limoeiro percebe uma possível irregularidade no visto de trabalho de David e tenta a impugnação da partida realizada pelo 3.º turno no dia 10 de julho em que o Ceará venceu por 3–1, entrando com uma ação no TJD. No dia 23 de julho, o contrato de David é suspenso pela FCF, após a descoberta de que o seu visto de trabalho só o permitia atuar pelo Roma Apucarana, seu clube anterior. A final do campeonato estadual é realizado no dia 7 de agosto, entre o Fortaleza vencedor de um turno e o Ceará, vencedor de dois turnos, (por ser vencedor de dois turnos jogou a final por um empate). O jogo acabou empatado por 1–1, o Ceará por ter conquistado dois turnos é declarado campeão.
Em setembro de 2002, o Fortaleza entra com uma ação cautelar no TJD pedindo a anulação dos pontos do Ceará nas partidas em que David atuou e a consequente transferência do título para o vice-campeão, no caso o Tricolor, no dia 6 de outubro, o juiz Inácio de Alencar Cortez Neto, da 17.ª Vara Cível, julga procedente em primeira instância a ação ordinária promovida pelo Fortaleza pedindo a anulação dos pontos na partida em que David Madrigal atuou e a consequente transferência do título estadual de 2002.

## Década de 2010: O inédito tetracampeonato estadual, a inédita conquista nacional no ano do Centenário e o inédito titulo da Copa do Nordeste enfim chegam

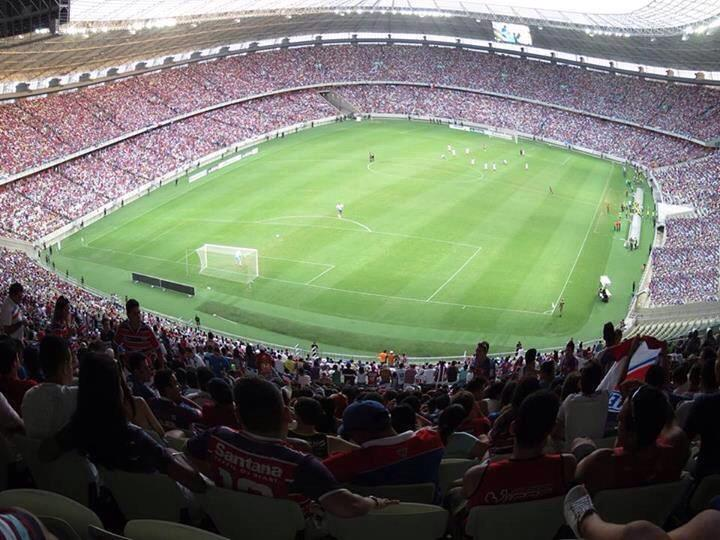
Torcida lotando o Estádio Castelão em 2013

O Tetracampeonato de 2007/2008/2009/2010, começa em 2007 com o título vencido em cima do Icasa. No ano seguinte veio o bicampeonato. O Fortaleza venceu os dois jogos da final frente ao Icasa: 2–0 no Romeirão e uma goleada por 4–2 no Castelão. O Tricampeonato em 2009 foi conquistado com 14 vitórias, 7 empates e 5 derrotas, com 54 gols pró e 31 contra. As finais foram disputadas nos dias 26 de abril (vitória do Tricolor de Aço por 2–1, gols de Guto e Wanderley) e 3 de maio. Neste segundo jogo, o Tricolor jogava por um empate e perdia por 1–0 até os oito minutos do segundo tempo, quando Marcelo Nicácio marcou de peixinho o gol do Tricampeonato, para delírio da nação tricolor.
No Estadual de 2010, conquista o primeiro turno e seu rival conquista o segundo. Na final, o primeiro jogo foi ganho pelo Leão, o segundo foi ganho pelo Ceará. Nos pênaltis, 3–1 para o Fortaleza, e assim se consagra, pela primeira vez na história, tetracampeão cearense. Por outro lado, o Leão não conseguiu passar da fase classificatória e permaneceu na terceira divisão.
Nas gestões Paulo Arthur e Osmar Baquit (2011 a 2014), perdeu o inédito pentacampeonato no estadual e nos anos seguintes: vice-campeão, quarto colocado e vice-campeão respectivamente. Na Copa do Brasil eliminado em 2011 na segunda fase, oitavas-de-final e terceira-fase respectivamente e em 2014 não disputa por não ter conseguido ser campeão estadual ou da Copa Fares Lopes no ano anterior. Na competição regional: a Copa do Nordeste, fica na terceira colocação em 2013. Na Série C fica na 13.ª colocação em 2011, 5.º colocado em 2012 depois de conseguir a maior invencibilidade durante os campeonatos nacionais (17 jogos), 9.º colocado em 2013 e 5.º colocado em 2014.
O ano de 2015 para o Fortaleza começa no dia 1 de dezembro de 2014, com a primeira eleição direta no clube, no qual houve até debate entre os presidenciáveis ao vivo na TV Diário concorrem o ex-diretor do clube: Estevão Romcy e os ex-presidentes Silvio Carlos (década de 1980) e Jorge Mota (década de 2000), uma semana antes o ex-diretor do clube, Adailton Campelo retira sua candidatura, sendo Jorge eleito com 528 votos contra 272 do candidato Silvio Carlos e 57 de Estêvão Romcy sendo o maior dos registros históricos conhecidos do Leão. O Presidente Papapenta como é conhecido por ter tirado o penta do rival em 2000, tira mais uma vez em 2015 com uma conquista épica com o gol de empate de Cassiano Dias Moreira aos 47 do segundo tempo. Na competição regional fica na quinta colocação do Nordestão, já na Copa do Brasil elimina o River-PI na primeira fase classificando para enfrentar o Coritiba na fase seguinte sendo eliminado nos pênaltis no jogo de volta, ficando na 33.ª colocação geral. Na Série C, termina a primeira fase na primeira colocação e sendo eliminado na fase seguinte, terminando na quinta colocação geral do nacional.
No ano de 2016, o Fortaleza conquista a Copa dos Campeões Cearenses, vencendo o Guarany de Sobral vencedor da Copa Fares Lopes de 2015, pelos placares de 3–0 jogando em casa no Estádio Alcides Santos em Fortaleza, e por 2–0 no jogo decisivo realizado no Estádio do Junco em Sobral. Com o título, o Fortaleza foi o primeiro campeão da temporada do futebol brasileiro no ano de 2016. No dia 8 de maio, após vencer a primeira partida da final por 4–1, vence o jogo da volta contra o Atlético Cearense por 1–0 e assim conquistando mais um bicampeonato e seu 41.º título de campeão cearense. Pela Copa do Brasil o leão do Pici faz uma boa campanha, passa da primeira fase eliminando o Imperatriz do Maranhão com um empate fora por 1–1 e uma vitória por 2–0 jogando em seus domínios, já na segunda fase o leão enfrentou o Flamengo e venceu a primeira partida em casa por 2–1, e no jogo da volta em Volta Redonda com mando de campo flamenguista também consegue uma vitória pelo mesmo placar de 2–1 com direito a dois gols do volante Pio, na terceira fase enfrentou o América Mineiro perdendo por 1–0 dos mineiros em Belo Horizonte, mas conseguiu reverter o placar goleando o time mineiro por 4–1 no Castelão, já nas oitavas-de-final encarou o Internacional, perdendo o primeiro jogo por 3–0 em Porto Alegre e vencendo em casa por 1–0, mas mesmo com a vitória o leão foi eliminado já que o clube gaúcho obteve uma boa vantagem atuando em seus domínios. Na Série C termina a primeira fase na primeira colocação do grupo A, mas é eliminado na fase seguinte, terminando na sexta colocação geral da competição.
No ano de 2017, o Fortaleza se tornou bicampeão da Taça dos Campeões Cearenses após vencer o Guarani de Juazeiro por 1–0 com gol do uruguaio Gastón Filgueira. Em setembro do mesmo ano, o tricolor enfim consegue seu acesso de volta para Série B do Campeonato Brasileiro, o clube acabou a primeira fase da Série C como terceiro colocado e decidiu a vaga na Série B do ano seguinte fora de casa pela primeira vez, no primeiro jogo o tricolor venceu a equipe do Tupi por 2–0 atuando no estádio Castelão, e na volta perdeu por 1–0 no estádio Helenão em Juiz de Fora, mas não foi o suficiente para equipe mineira, assim o Fortaleza saiu da Série C após oito temporadas, após o apito final houve muita comemoração da torcida tricolor tanto na cidade mineira onde houve uma verdadeira invasão da torcida do Fortaleza, como também na capital cearense. No dia seguinte, após a chegada da delegação do clube, houve muita festa pelas ruas de Fortaleza. O Fortaleza encerrou a edição de 2017 da Série C com o vice-campeonato.

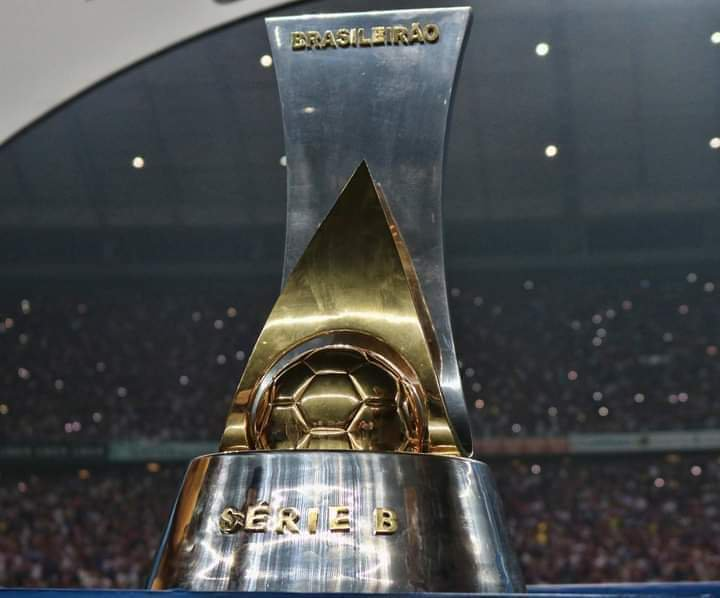
A taça de Campeão Brasileiro da Série B de 2018 (Ano do seu centenário)

Em 2018, o Fortaleza completou cem anos de existência e conseguiu a sua maior conquista: o título da Campeão Brasileiro da Série B, sob o comando do treinador e ex-goleiro do São Paulo Futebol Clube, Rogério Ceni. Em uma campanha memorável, o Tricolor de Aço obteve o melhor início de competição na era dos pontos corridos do Campeonato Brasileiro entre as séries A e B, com sete vitórias e dois empates, um aproveitamento inicial de 88,89%. O Fortaleza liderou por 36 das 38 rodadas, tendo assumido a liderança já na segunda rodada, perdendo na quarta rodada e reassumindo, até o final da competição, ainda na quinta rodada. Faltando quatro rodadas para o fim da Série B, já tinha conquistado o acesso para Série A de 2019. Com a conquista o tricolor se tornou o primeiro e único clube nordestino a ganhar o título de alguma divisão do Campeonato Brasileiro na era dos pontos corridos.
No ano de 2019 o tricolor voltou a conquistar o Campeonato Cearense de Futebol depois de dois anos sem conseguir o título, no primeiro jogo da final o Fortaleza venceu o seu maior rival Ceará por 2–0 e no segundo jogo da decisão no dia 21 de abril de 2019 bateu novamente seu rival dessa vez pelo placar de 1–0, e assim obteve o seu 42.º título do Campeonato Cearense de Futebol. Pouco mais de um mês, depois de ganhar o campeonato estadual o Fortaleza chegou pela primeira vez em uma final de Copa do Nordeste e enfrentou o Botafogo-PB, o primeiro jogo da final inédita foi realizado na Arena Castelão e o Leão do Pici largou na frente com o placar de 1–0, o segundo jogo da finalíssima aconteceu no dia 29 de maio de 2019 no estádio Almeidão e o Fortaleza tinha a vantagem de jogar pelo empate para levantar a taça, mas com 3 minutos de jogo o Leão abriu o marcador e ganhou novamente pelo placar de 1–0, conquistando assim o segundo maior título de sua história e pela primeira vez o título regional da Copa do Nordeste de forma quase que impecável, não sofreu gols na fase mata-mata da competição, terminou com 7 vitórias, 4 empates e apenas 1 derrota, teve o melhor ataque, a melhor defesa e o artilheiro da competição. Sendo comandado pelo treinador Rogério Ceni o clube conquistou a "tríplice coroa" no centenário, foi Campeão Nacional (Campeonato Brasileiro - Série B 2018), Campeão Estadual (Campeonato Cearense 2019) e Campeão Regional (Copa do Nordeste 2019), 3 títulos seguidos em apenas 6 meses, todos eles no período de cem anos do clube, sendo dois deles inéditos (Série B e Copa do Nordeste 2019) e os maiores de sua história Centenária.

## A Fantástica Campanha na Copa Sul-Americana de 2023
O Fortaleza E.C viria a fazer uma das maiores campanhas de um time Nordestino em competições internacionais, indo para a final da Copa Sul-Americana, mas sendo derrotado pela LDU de Quito. Mas, a campanha do clube foi muito bonita, o Fortaleza começou sua jornada com uma das melhores campanhas da fase de grupos da competição, ficando em primeiro lugar, com 15 pontos, em um grupo que tinha o poderoso San Lorenzo, equipe que venceu a Libertadores em 2014, e outras equipes como o Estudiantes de Mérida e o Palestino do Chile.
Então a equipe se classificou para as oitavas e viria a enfrentar o time do Libertad, tradicional time do Paraguai. Foi duas partidas difíceis, mas passou pelo placar agregado de 2x1, pois havia ganhado o primeiro jogo de 1x0 e no jogo da volta empatou em 1x1, mas bastou.
Nas quartas de finais, o Fortaleza iria enfrentar um adversário muito conhecido em sua caminhada, o América-MG, um dos grandes clubes de nosso país e um dos três grandes do estado de Minas Gerais.
O Fortaleza ganhara o primeiro jogo por 3x1 na casa do adversário, e em casa ganharia por 2x1. Com isso o Fortaleza passou para as semifinais, fazendo uma das maiores campanhas da história de um time Nordestino na competição, igualando o seu grande rival, Ceará.
A semifinais foram dois jogos e duas vidas, foram verdadeiras batalhas, pois eles estavam enfrentando um dos 7 maiores clubes de nosso país, o Corinthians. No primeiro jogo, na Arena Neoquimica, eles empataram por 1x1, um jogo difícil e bastante aguerrido. No segundo jogo, a história aconteceria, o Fortaleza com os gols de Yago Pikachu e Tinga, ganharia do Timão por 2x0 e se classificaria para a grande final de um dos maiores torneios de nosso continente.
Na final, eles enfrentariam um time muito conhecido, a LDU de Quito, equipe equatoriana, que tinha bastante experiências em competições internacionais, ganhando inclusive a Copa Sul-Americana e a grande Copa Libertadores da América, ambas encima do Fluminense FC. Com o jogo rolando, a torcida do Fortaleza vibrava como uma verdadeira horda, era um grito de glória e contágio, pois aquela poderia ser a grande oportunidade de ser campeão continental! Então terminaria o primeiro tempo, e começaria o tempo da ansiedade, o Segundo Tempo! Com o gol de Lucero, o Tricolor do Pici, estava ganhando o jogo e levantando a taça naquele momento, mas com o gol da equipe equatoriana, o jogo iria para a prorrogação. Sem muitos acontecimentos na prorrogação, o jogo foi para os pênaltis. No último pênalti da equipe, o jogador Pedro Augusto, estava lá para cobrar, o destino estava nos pés dele. Então o jogador cobrou, e para a tristeza dos torcedores do clube, ele perdeu, o gol poderia ter dado o título para a equipe! Infelizmente nas cobranças alternadas a LDU ganharia e garantiria seu bicampeonato da competição. Mas o torcedores tricolores sempre lembraram dessa campanha.